# 吉星燦
吉星燦（16世紀—1632年），字聚五，陝西西安府韓城縣人，明朝政治人物。

## 生平
吉星燦是萬曆四十六年（1618年）戊午科陝西鄉試舉人，崇禎元年（1628年）戊辰科進士，二年（1629年）授棗陽知縣，有賢能名聲，五年（1632年）在任內去世。

## 引用
1. 1 2  咸豐《重修棗陽縣志·卷六·宦蹟》：吉星燦，韓城人，崇正二年【元年】進士，金九陛，全椒舉人，皆以賢能著聲，星燦五年卒於任……
2. ↑  嘉慶《韓城縣志·卷五·選舉表》：（萬曆）戊午（舉人）……吉星燦……崇禎戊辰（進士） 吉星燦 棗陽知縣
3. ↑  咸豐《重修棗陽縣志·卷五·職官》：吉星燦，字聚五，韓城人，崇禎戊辰進士，己巳任。